# Ralph B. Baldwin
Ralph Belknap Baldwin (geb. 6. Juni 1912 in Grand Rapids, Michigan; gest. 23. Oktober 2010 ebenda) war ein amerikanischer Astrophysiker und Planetenforscher, der als erster nachwies, dass Mondkrater nicht vulkanischen Ursprungs sein können, sondern durch Einschläge von eingefangenen Himmelskörpern herrühren.

## Leben

### Jugend, Ausbildung, Beginn der Karriere
Ralph B. Baldwin wurde als Sohn von Melvin Dana Baldwin und Julie Adeline Belknap Baldwin in Grand Rapids geboren und wuchs dort auf. Schon als Kind interessierte er sich vornehmlich für Astronomie; dieses Interesse wurde von seiner Großmutter geweckt und unterstützt. Nach seinem Schulabschluss ging er an die University of Michigan und studierte Astrophysik unter Heber Curtis und Dean McLaughlin. 1934 machte er seinen Bachelor, 1935 seinen Master und 1937 erhielt er seinen Doktorgrad.
Von 1935 bis 1942 unterrichtete er Astronomie an den Universitäten von Michigan und Pennsylvania und der Northwestern University. Nebenbei arbeitete er weiter an der Entwicklung von physikalischen Modellen von Novae und Doppelsternen. Auf Grund der schlechten Bezahlung an den Universitäten hielt er auch Vorlesungen am Adler-Planetarium in Chicago.

### Mondkrater-Forschungen

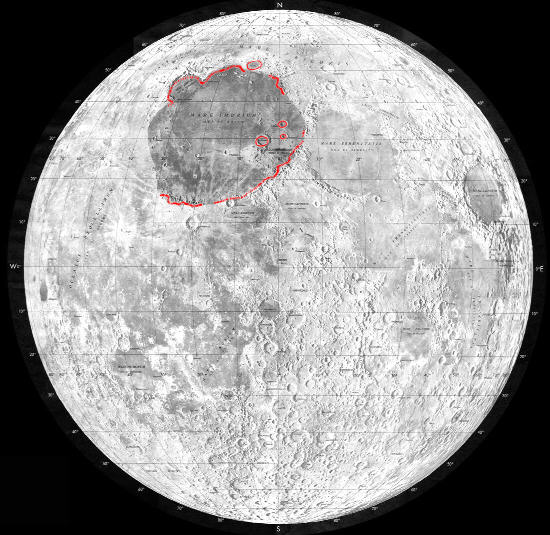
Mare Imbrium

Am Adler Planetarium erweckten großformatige Fotografien des Mondes sein Interesse und er begann über die Oberflächenstrukturen des Mondes zu forschen. Auf den Fotografien erkannte er tiefe Täler und Rillen, die zum Zentrum des Mare Imbrium verliefen und deren Entstehung er sich nicht erklären konnte. In Fachkreisen herrschte damals die einhellige Meinung, dass die Mondkrater vulkanischen Ursprungs seien. Allgemein war das Interesse am Mond eher gering, da er als „toter Planet“ galt. Baldwin erkannte, dass die Strukturen nicht durch vulkanische Tätigkeit zu erklären sind und entwickelte die Theorie, dass die meisten Krater und Strukturen sich nur durch Impakte von Himmelskörpern erklären ließen, also Einschlagkrater sind. Er versuchte andere Wissenschaftler für seine These zu gewinnen, stieß jedoch auf Ablehnung und Desinteresse. Da seine wissenschaftlichen Artikel dazu von Fachzeitschriften abgelehnt wurden, veröffentlichte er 1942 schlussendlich seinen ersten Artikel zu diesem Thema (The Meteoritic Origin of Lunar Craters) in der populärwissenschaftlichen Zeitschrift Popular Astronomy.

Trotz ausbleibender wissenschaftlicher Resonanz und überzeugt von seiner Theorie, forschte Baldwin weiter zur Entstehung von Kratern und der Berechnung über die Größe der Objekte, die die Krater verursacht hatten. Hierbei halfen ihm Berechnungen des Pentagon über Explosionskrater durch Bomben. 

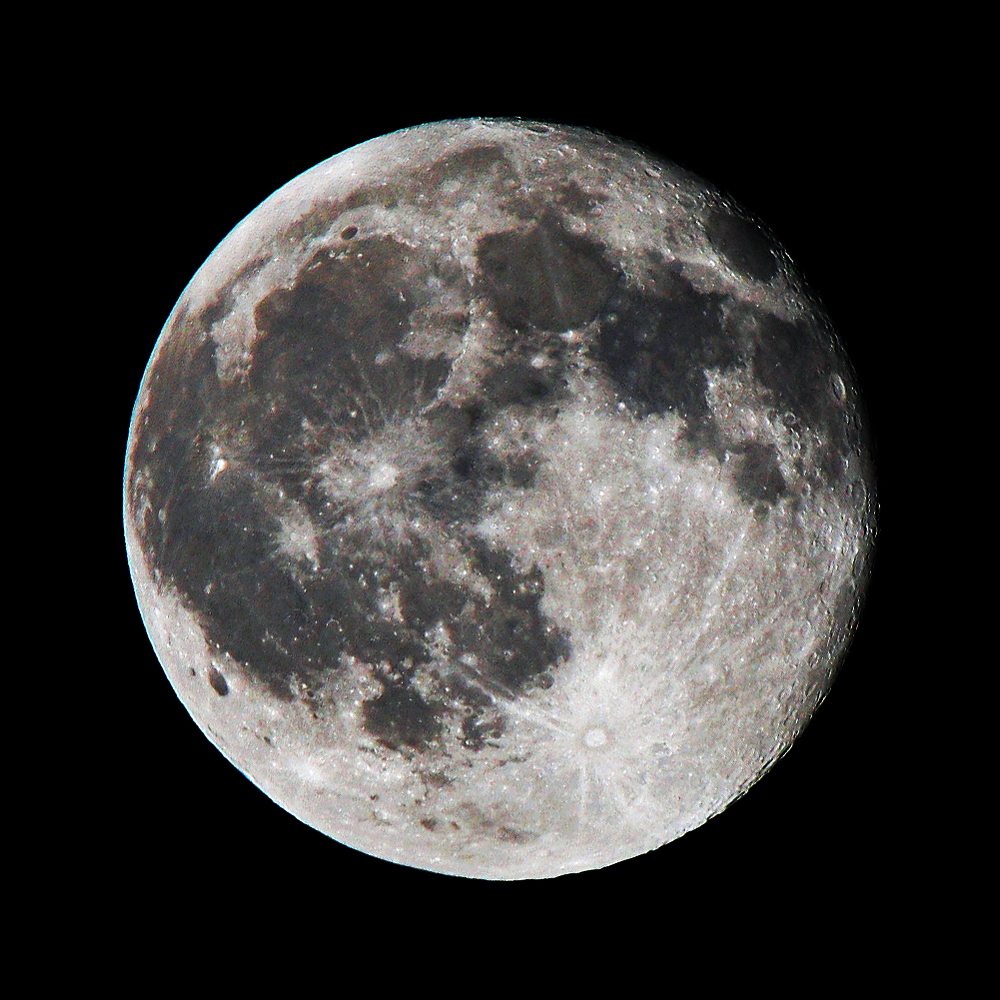
Ansicht des Vollmondes mit Mondkratern und dem Mare Imbrium

 Seine Baldwinsche Kurve zeigt das Verhältnis von Tiefe und Durchmesser von Mondkratern, das je nach deren Größe von 1:5 bis 1:30 reicht und mit den Verhältnissen bei irdischen Meteorkratern und künstlichen Explosionskratern zusammenpasst.

### Militärische Forschung im Zweiten Weltkrieg
Mit Amerikas Eintritt in den Zweiten Weltkrieg musste er seine Forschungen zurückstellen. Von 1942 bis 1946 arbeitete er im Labor für angewandte Physik an der Johns-Hopkins-Universität unter Merle Tuve an der Entwicklung des Abstandszünders, genannt VT Fuze. Dieser wurde in Flakgranaten gegen die V1 eingesetzt und stellte einen erheblichen militärischen Vorteil dar, da die USA die einzige am Krieg beteiligte Macht war, die diese Zünder in Massenproduktion herstellen konnte. 1943 kamen sie das erste Mal zum Einsatz, bei der US-Armee aber erst mit großem Erfolg bei der Ardennenoffensive 1944. Über diese Arbeit schrieb er sehr viel später die beiden Bücher The Deadly Fuze: The Secret Weapon of World War II und They Never Knew What Hit Them. Für seine Arbeit erhielt er zwei militärische Auszeichnungen und 1947 die President's Certificate of Merit, eine Auszeichnung für Zivilpersonen, die während des Krieges herausragende Taten oder Dienste erbrachten.

### Arbeit im Familienunternehmen und private Forschungen
1947 trat er auf Wunsch seiner Familie ins Familienunternehmen in Grand Rapids ein; er akzeptierte den Wunsch unter der Bedingung, dass er weiter seine Forschungen betreiben durfte. Oliver Machinery Company stellte Maschinen unter anderem zur Holzverarbeitung her.
Ungeachtet dessen, dass er wenig Zeit für seine eigenen Forschungen hatte und seine ersten beiden Schriften zur Oberflächenstruktur des Mondes auf keinerlei Interesse oder Anerkennung stießen, reifte in ihm die Erkenntnis, dass er seine Forschungen, Berechnungen und Überlegungen in einem Buch veröffentlichen musste. 1949 erschien The Face of the Moon und stieß auf geteilte Reaktionen in der Fachwelt.
1970 wurde er Unternehmenspräsident und 1982 Präsident des Verwaltungsrates. 1984 zog er sich aus dem Unternehmen zurück. Von 1964 bis 1968 war er außerdem Präsident der Wood Machinery Manufacturers of America (WMMA). Er forschte auch während seiner Karriere im Unternehmen und schrieb weitere Bücher.
Er war mit Lois (Virginia Johnston) Baldwin 62 Jahre bis zu ihrem Tod 2002 verheiratet. Das Paar hatte drei Kinder.

### Rezeption von Baldwins Ergebnissen
Ralph B. Baldwin veröffentlichte zahlreiche wissenschaftliche Schriften und Essays. Seine Forschungen und Erkenntnisse zu Mondkratern sind wichtige Grundlagen zur Entstehung der Planeten und der Kollisionstheorie. The Face of the Moon gilt heute als Standardwerk in der Geschichte der Mondforschung.

## Auszeichnungen und Ehrungen (Auswahl)
- 1979: J. Lawrence Smith Medal von der National Academy of Sciences
- 1975: Ehrendoktorwürde der Universität Michigan
- 1986: Leonard Medal von der Meteoritical Society
- 1986: G. K. Gilbert Award von der Geological Society of America
- 1989: Ehrendoktorwürde der Grand Valley State University
- 2000: Barringer Medal von der Meteoritical Society

Die Universität von Michigan vergibt jedes Jahr den Ralph B. Baldwin Prize in Astrophysics and Space Sciences. Die WMMA vergibt ebenfalls jedes Jahr den Ralph B. Baldwin Award.

## Mitgliedschaften (Auswahl)
- American Academy of Arts and Sciences
- American Geophysical Union
- American Association for the Advancement of Science
- Royal Astronomical Society of Canada
- Vorstandsmitglied der National Association of Manufacturers